# 中国计量测试学会
中国计量测试学会是中华人民共和国计量测试科技工作者组成的群众性学术团体，是中国科学技术协会主管的社会团体。

## 历史沿革
前身为1961年2月成立的中国计量技术与仪器制造学会筹备委员会，1978年11月改名为中国计量测试学会。